# Coptorhina nitefacta
Coptorhina nitefacta là một loài bọ cánh cứng trong họ Bọ hung (Scarabaeidae).